# San Marino GO&FUN Open 2014
Il San Marino GO&FUN Open 2014 è stato un torneo di tennis facente parte della categoria ATP Challenger Tour nell'ambito dell'ATP Challenger Tour 2014. È stata la 27ª edizione del torneo che si è giocato a San Marino nella Repubblica di San Marino dal 4 al 10 agosto 2014 su campi in terra rossa e aveva un montepremi di 64 000 €+H.

## Partecipanti singolare

### Teste di serie
| Nazionalità | Giocatore            | Ranking* | Testa di serie |
| ----------- | -------------------- | -------- | -------------- |
| Italia      | Simone Bolelli       | 89       | 1              |
| Spagna      | Daniel Gimeno Traver | 93       | 2              |
| Argentina   | Máximo González      | 104      | 3              |
| Spagna      | Albert Montañés      | 119      | 4              |
| Germania    | Julian Reister       | 125      | 5              |
| Germania    | Peter Gojowczyk      | 127      | 6              |
| Serbia      | Filip Krajinović     | 134      | 7              |
| Italia      | Filippo Volandri     | 136      | 8              |

- Ranking al 28 luglio 2014.

### Altri partecipanti
Giocatori che hanno ricevuto una wild card:
- Alessandro Giannessi
- Máximo González
- Filip Krajinović
- Viktor Troicki

Giocatori che sono passati dalle qualificazioni:
- Cristian Garín
- Giovanni Lapentti
- Wilson Leite
- Antonio Veić

Giocatori che hanno ricevuto un entry come special exempt:
- Federico Gaio
- Roberto Marcora

## Partecipanti doppio

### Teste di serie
| Nazionalità | Giocatore         | Nazionalità   | Giocatore          | Ranking* | Testa di serie |
| ----------- | ----------------- | ------------- | ------------------ | -------- | -------------- |
| Svezia      | Johan Brunström   | Stati Uniti   | Nicholas Monroe    | 138      | 1              |
| Paesi Bassi | Jesse Huta Galung | Nuova Zelanda | Michael Venus      | 140      | 2              |
| Italia      | Daniele Bracciali | Italia        | Potito Starace     | 188      | 3              |
| Germania    | Frank Moser       | Germania      | Alexander Satschko | 243      | 4              |

- Ranking al 28 luglio 2014.

### Altri partecipanti
Coppie che hanno ricevuto una wild card:
- Sam Barnett /  Jesse Witten
- Federico Bertuccioli /  Marco De Rossi
- Andrea Grossi /  Francesco Mendo

## Vincitori

### Singolare
Adrian Ungur ha battuto in finale  Antonio Veić con il punteggio di 6–1, 6–0.

### Doppio
Radu Albot /  Enrique López-Pérez hanno battuto in finale  Franko Škugor /  Adrian Ungur con il punteggio di 6–4, 6–1.